# Vincenza Armani
Vincenza Armani, född 1530, död 11 september 1569, var en italiensk skådespelare, sångerska, poet, musiker, spetsknypplare och vaxskulptör. 
Vicenza Armani var ursprungligen från Venedig. Hon omtalas för första gången 1565. Den första skådespelerska vars namn är känt är Lucrezia Di Siena, vars namn finns på ett kontrakt från 1564, men Vicenza Armani är den första vars karriär är känd, och hon blev Italiens första primadonna. Enligt Garzoni var hon en perfekt komiker och sade om henne: 
"... genom att efterlikna Ciceros vältalighet har hon placerat skådespelarkonsten på samma nivå som talarkonsten."
Vicenza Armani avled av förgiftning, möjligen till följd av ett kärleksdrama. Hennes älskare, skådespelaren Adriano Valerini, skrev 1570 ett berömt minnestal över henne.